# Александър Ферсман
Александър Евгениевич Ферсман (8 ноември 1883, Санкт Петербург – 20 май 1945, Сочи) е съветски геохимик и минералог, академик от 1919 г.
Той е сред основоположниците на геохимията. Установява зависимостта между последователността в образуването на минералите и енергията на кристалните им решетки. Изследва пегматитите, полезните изкопаеми, скъпоценните камъни и др. Автор е на научнопопулярни книги. Носител е на Ленинска награда и на Държавна награда на СССР през 1942 г.